# Campbernat
Campbernat (francès Cambernard) és un municipi occità del Savès, al Llenguadoc, situat al departament de l'Alta Garona, a la regió Occitània.